# Nectopsyche bellus
Nectopsyche bellus är en nattsländeart som först beskrevs av Mueller 1921.  Nectopsyche bellus ingår i släktet Nectopsyche och familjen långhornssländor. Inga underarter finns listade i Catalogue of Life.